# Justicia magdalenensis
Justicia magdalenensis är en akantusväxtart som beskrevs av John Richard Ironside Wood. Justicia magdalenensis ingår i släktet Justicia och familjen akantusväxter. Inga underarter finns listade i Catalogue of Life.